# Darran Mountains
Die Darran Mountains sind ein Gebirgszug im Fiordland-Nationalpark auf der Südinsel von Neuseeland. Sie bilden den nördlichsten Teil der Fiordland Ranges.

## Geographie
Die Darran Mountains verlaufen auf einer Länge von etwa 40 km in Nordsüdrichtung und sind an der breitesten Stelle etwa 15 km breit. Im Norden und Nordwesten liegt die Tasmansee, im Südwesten der Milford Sound/Piopiotahi und der in diesen mündende Cleddau River. An der zum Cleddau River gegenüberliegenden Seite des 1375 m hohen Homer Saddle, des Passes zwischen den Darran und den Wick Mountains, entspringen Quellflüsse des Hollyford River/Whakatipu Kā Tuka, der den Gebirgszug im Süden und im Osten begrenzt, bis er nach dem Durchströmen des Lake McKerrow/Whakatipu Waitai in die Tasmansee entwässert. Auf der gegenüber liegenden Seite des Hollyford Valley liegen die Humboldt Mountains, die bereits zur Region Otago und zum Gebirgszug der Neuseeländischen Alpen gehören.
Im Süden und Osten führt der Hollyford River/Whakatipu Kā Tuka das Wasser zahlreicher Bäche und des Lake Marian sowie Schmelzwasser von Gletschern wie dem Donne-Gletscher ab. Im Norden entspringen der Kaipo River und der John o’Groats River. Im Südwesten führen der Donne und der Tūtoko River ihr Wasser dem Cleddau River zu, während der Harrison River und der Bowen River direkt in der Milford Sound/Piopiotahi münden. Im Lauf des letzteren Flusses liegen die 162 m hohen Bowen Falls, einem von mehreren beeindruckenden Wasserfällen entlang des Fjords.
Mehr als ein dutzend Gipfel erreichen eine Höhe von über 2000 m. Der 2723 m hohe Mount Tutoko ist dabei nicht nur der höchste Gipfel des Gebirgszugs, sondern der höchste der gesamten Region Southland. Andere markante Gipfel sind der südliche 2474 m hohe Mount Christina sowie der westliche 2015 m hohe Mount Pembroke.

## Geschichte
Die Bergkette erhielt ihren Namen durch John Lort Stokes während der Vermessung der Westküste der Südinsel Neuseelands. Der Name bezieht sich möglicherweise auf die Y. Darren Wildon rocks in Glamorgan.

## Geologie
Der Gebirgszug besteht hauptsächlich aus plutonischem Gestein, wie Gabbro, Norit und Diorit, ferner auch aus Tonalit und ultramafischem Gestein, allesamt magmatischen Ursprungs. Durch die Zusammensetzung und das teils deutlich jüngere Alter grenzt sich der Gebirgszug von den Neuseeländischen Alpen im Nordosten ab. Im Gegensatz zu diesen ist es weniger Erosion ausgesetzt.

## Flora & Fauna
Der küstennahe Westteil des Gebirgszugs gehört zu den regenreichsten Gebieten des Landes. Die Vegetation besteht neben silbernen Scheinbuchen auch aus Farnen und Laubmoosen.
An der Ostseite kommen neben silbernen Scheinbuchen vor allem die Neuseeländische Warzeneibe, Mataī und Rimu-Harzeibe sowie Aristotelia serrata und Fuchsien vor. Dort leben zahlreiche Vögel, wie Kea, Gelbköpfchen und Maorischnäpper.
Die Darran Mountains beheimaten unter anderem endemische Arten von Skinken, wie den Sinbad skink und den Barrier skink.

## Infrastruktur
An der südwestlichen Grenze am Kopfende des Milford Sound/Piopiotahi liegt der gleichnamige kleine Ort Milford Sound, der sowohl einen Flugplatz als auch einen Hafen aufweist. Von dort läuft der New Zealand State Highway 94, der in diesem Bereich den Namen Milford Road trägt, entlang des Cleddau River, passiert unterhalb des Homer Saddle den Homer Tunnel und folgt dem oberen Teil des Hollyford Valley, bis er nach Süden durch das Eglinton Valley in Richtung Te Anau abknickt.
Dem Hollyford Valley in Richtung Norden folgt die vom SH 94 abzweigende Lower Hollyford Road bis zu den 275 m hohen Humboldt Falls. Von dort führt der Hollyford Track weiter das Tal hinab. Weitere Wanderwege führen vor allem durch den südlichen Teil der Darran Mountains.